# Atala (Radsportteam)
Atala war ein professionelles italienisches Radsportteam, welches 1908 vom gleichnamigen Hersteller von Fahrrädern Atala gegründet wurde. In den ersten beiden Austragungen des ersten Giro d’Italia 1909 und 1910 wurde die Einzelwertung sowie die Teamwertung gewonnen. Als Novum gewann das Team in der Besetzung mit Luigi Ganna, Carlo Galetti, Giovanni Michelotto und Eberardo Pavesi den Sieg beim Giro d’Italia 1912, welcher nur als Teamwertung ausgetragen wurde. Mitglieder der Mannschaft erzielten vor dem Ersten Weltkrieg zahlreiche weitere Rundfahrtsiege.
Der heutige Fahrradproduzent ATALA Spa steht in keinem direkten Zusammenhang mit diesem Team.

## Erfolge (Auszug)
1908
- Corsa Vittorio-Emanuele III.
- Giro di Sicilia

1909
- Giro d’Italia
- Mailand–Sanremo
- Giro dell’Emilia

1910
- Gesamtsieg und zwei Etappen Giro d’Italia
- Tre Coppe Parabiago
- Giro dell’Emilia

1912
- Gesamtsieg und drei Etappen Giro d’Italia

1913
- Giro dell’Emilia

1923
- eine Etappe Giro d’Italia
- Gran Piemonte

1932
- eine Etappe Giro d’Italia

1948
- drei Etappen Giro d’Italia

1949
- drei Etappen Giro d’Italia

1950
- Giro del Veneto

1951
- zwei Etappen Giro d’Italia
- Giro dell’Emilia
- Gran Premio Industria e Commercio di Prato
- Coppa Bernocchi

1952
- Gran Premio Industria e Commercio di Prato

1953
- Mailand-Turin

1954
- eine Etappe Giro d’Italia
- Giro del Veneto
- Gran Premio Industria e Commercio di Prato

1955
- drei Etappen Giro d’Italia
- Gesamtwertung und zwei Etappen Rom–Neapel–Rom
- Giro del Veneto
- eine Etappe Tour de Romandie

1956
- drei Etappen Giro d’Italia
- eine Etappe Tour de Romandie
- Giro dell’Emilia
- Gran Premio Industria e Commercio di Prato

1957
- zwei Etappen Giro d’Italia
- eine Etappe Tour de Romandie
- Giro dell’Emilia
- Giro dell’Appennino

1958
- vier Etappen Giro d’Italia

1961
- eine Etappe und Bergwertung Giro d’Italia
- Lombardei-Rundfahrt

1962
- Gran Piemonte

## Wichtige Platzierungen
| Grand Tour        | 1909 | 1910 | 1911 | 1912 | 1913 | 1914 | 1915 | 1923 | 1925 | 1928 | 1932 | 1946 | 1947 | 1948 | 1949 | 1950 | 1951 | 1952 | 1953 | 1954 | 1955 | 1956 | 1957 | 1958 | 1959 | 1960 | 1961 | 1961 |
| ----------------- | ---- | ---- | ---- | ---- | ---- | ---- | ---- | ---- | ---- | ---- | ---- | ---- | ---- | ---- | ---- | ---- | ---- | ---- | ---- | ---- | ---- | ---- | ---- | ---- | ---- | ---- | ---- | ---- |
| Giro d’ItaliaGiro | 1    | 1    | –    | 1    | –    | –    | –    | 3    | 12   | 57   | 5    | –    | –    | 4    | 21   | 8    | 8    | 7    | 17   | 5    | 12   | 6    | 15   | 25   | 15   | 52   | 15   | 4    |

| Monument            | 1908 | 1909 | 1910 | 1911 | 1912 | 1913 | 1914 | 1915 | 1923 | 1925 | 1928 | 1932 | 1946 | 1947 | 1948 | 1949 | 1950 | 1951 | 1952 | 1953 | 1954 | 1955 | 1956 | 1957 | 1958 | 1959 | 1960 | 1961 | 1962 |
| ------------------- | ---- | ---- | ---- | ---- | ---- | ---- | ---- | ---- | ---- | ---- | ---- | ---- | ---- | ---- | ---- | ---- | ---- | ---- | ---- | ---- | ---- | ---- | ---- | ---- | ---- | ---- | ---- | ---- | ---- |
| Mailand–Sanremo     | 2    | 1    | DSQ  | 3    | 10   | 5    | 6    | –    | 6    | 8    | –    | 24   | –    | –    | 5    | 2    | 9    | 7    | 37   | 12   | 5    | 10   | 8    | 15   | 10   | 6    | 63   | 100  | 45   |
| Lombardei-Rundfahrt | 2    | 6    | 2    | 7    | –    | 41   | 19   | –    | 3    | 2    | –    | 1    | –    | –    | 19   | 18   | 24   | 7    | 3    | 13   | 13   | 6    | 5    | 2    | 22   | 4    | 21   | 1    | 5    |

## Bekannte Fahrer
- Eberardo Pavesi (1908–1910+1912)
- Luigi Ganna (1909–1915)
- Giovanni Micheletto (1909+1912)
- Carlo Galetti (1910+1912)
- Bartolomeo Aimo (1923)
- Kurt Stöpel (1932)
- Hermann Buse (1932)
- Bruno Monti (1955–1960)